# Gare de Grisolles
Gare de Grisolles vasútállomás Franciaországban, Grisolles településen.

## Vasútvonalak
Az állomást az alábbi vasútvonalak érintik:
- Bordeaux–Sète-vasútvonal

## Kapcsolódó állomások
A vasútállomáshoz az alábbi állomások vannak a legközelebb:
- Gare de Dieupentale (Gare de Bordeaux-Saint-Jean, Bordeaux–Sète-vasútvonal)
- Gare de Castelnau-d'Estrétefonds (Gare de Sète, Bordeaux–Sète-vasútvonal)